# Киблицкое (Гадячский район)

Киблицкое (укр. Кіблицьке) — село,
Беленченковский сельский совет,
Гадячский район,
Полтавская область,
Украина.
Код КОАТУУ — 5320480403. Население по переписи 2001 года составляло 39 человек.

## Географическое положение
Село Киблицкое находится между сёлами Рудиков и Осняги (1 км).
Рядом проходят автомобильная дорога Т-1705 и
железная дорога, станция Осняги в 0,5 км.

## История
- 1870 — дата основания.